# Битва при Тулузе (721)
Битва при Тулузе — состоявшееся 9 июня 721 года сражение между арабской армией под руководством вали Аль-Андалуса Аль-Самх ибн Малика, осадившим город Тулуза, и герцогом Аквитании и Васконии Эдом Великим. Сражение закончилось гибелью вали и поражением арабской армии.

## Предыстория

### Арабское завоевание Пиренейского полуострова
В 711—718 годах арабы (Омейяды) захватили большую часть Пиренейского полуострова, уничтожив Вестготское королевство. Свободными от арабского владычества остались только некоторые горные районы Пиренеев (владения басков), а также Астурия, первый король которой, Пелайо, около 718 года разбил арабский отряд в битве при Ковадонге.
Завоёванные земли арабы назвали Аль-Андалус и разделили их на четыре округа, во главе каждого был поставлен свой наместник. Все наместники подчинялись вали. Столицей провинции стала сначала Сарагоса, а затем Кордова.
Подчинив почти весь Пиренейский полуостров, в 719 году арабская армия под командованием недавно назначенного вали Аль-Самх ибн Малика прошла через Пиренеи, взяв находившиеся здесь крепости, вторглась в Галлию и захватила бо́льшую часть Септимании. В 720 году была взята и столица Септимании, Нарбонна, в которой был размещён арабский гарнизон. В последующем Нарбонна стала базой для дальнейших завоеваний в Галлии. В том же году были захвачены оставшиеся города Септимании. Арабам не удалось взять только Ним и Каркассон, ставший центром сопротивления арабскому завоеванию.

### Герцогство Аквитания
В результате арабских завоеваний их владения соприкоснулись с герцогством Аквитания, правителем которого был герцог Эд Великий.
Аквитанское герцогство было образовано в середине VII века для контроля над часто восстававшими землями басков. Столицей герцогства была Тулуза. Первые герцоги подчинялись франкским королям. Один из герцогов, Луп, воспользовался кризисом власти в королевстве в 673—676 годах и смог объединить в своих руках земли от Вьенны до Гаронны, включая герцогство Васкония, став фактически независимым правителем. Его преемник, Эд Великий, в 715 году принял титул «принцепс Аквитании» (лат. Aquitaniae princeps) и, по мнению некоторых исследователей, даже использовал королевский титул. В 720/721 году майордом франкского королевства Карл Мартелл был вынужден признать независимость Аквитании.

## Битва
В 721 году вали Аль-Самх ибн Малик попытался взять город Каркассон, окружённый мощными стенами, однако вскоре снял осаду и двинулся к Тулузе, столице герцогства Аквитания.
Армия Аль-Самха состояла из пехоты, небольшого количества всадников и многочисленных наемников, а также имела осадные механизмы. И, хотя Тулуза была большим и хорошо защищенным городом, стены которого были последовательно усилены начиная с римских и вестготских времён, Эд Аквитанский, не дожидаясь подхода арабов, покинул Тулузу, чтобы собрать достаточно большую армию для защиты от приближающейся армии.
Осада Тулузы с её почти неприступными стенами продлилась до начала лета. Защитники были уже близки к капитуляции, когда 9 июня 721 года Эд возвратился во главе большой армии, застав врасплох Аль-Самха.
Точного описания битвы не существует. Она упоминается в ряде франкских хроник (Петавианские анналы, Лоббские анналы и другие). Однако более подробные описания битвы есть в двух испанских хрониках продолжателей Исидора Севильского: в так называемых «Арабо-византийской хронике 741 года» («Continuatio Isidoriana Byzantia-Arabica») и «Мосарабской хронике 754 года» («Cronica mozarabe de 754»). Наиболее полное описание битвы содержится в «Мосарабской хронике»:

В западных областях Арабы достигли многих побед благодаря своему предводителю аль-Саму. Управляя Испанией чуть менее трех лет, он по собственной инициативе провел перепись населения Дальней и Центральной Испаний. Он разделил между союзниками добычу, оружие и все прочее, что после захвата Испании оставалось нераспределённым, а также наполнил казну множеством движимого и недвижимого имущества. После этого он сделал Нарбонну своей и начал беспокоить народ Франков частыми набегами. Он разместил гарнизон Сарацин в Нарбонне, чтобы усилить защиту города. Собрав силы, аль-Сам напал на Тулузу и окружил город войсками, пытаясь победить её с помощью камнеметов и других осадных машин. Узнав о том, что происходит, Франки собрались под командой Одо. И там, близ Тулузы, во время серьёзного сражения, в которое были вовлечены обе армии, Франки убили аль-Сама, предводителя Сарацинских войск, вместе с частью его воинов, а прочих обратили в бегство. Абд ар-Рахман принял команду над Сарацинами на один месяц, пока не прибыл, назначенный правителем, наместник Анбаса.

Упоминает о битве также и Павел Диакон, однако он считает, что в битве участвовал также майордом Карл Мартелл:

В это время народ сарацин, пройдя через Африку, собрался в местечке Септем (Сеута) и вторгся в Испанию. Затем, спустя 10 лет, они вместе с женами и детьми пришли и вторглись в провинцию Аквитания в Галлии, чтобы заселить её. Однако, Карл, который хотя и был в ссоре с принцем Аквитанским Одо, но все же выступил вместе с ним, чтобы вместе сразиться с этими сарацинами. Франки напали на них и убили триста и семьдесят пять тысяч сарацин, тогда как со стороны франков погибло только пятнадцать сотен. Также и Одо, вместе со своими людьми, напал на их лагерь и также многих убил и все разграбил.

По мнению историков, Павел объединяет здесь известия о двух битвах: битве при Тулузе с битвой при Пуатье.
Три главных историка мусульманского периода, Ибн Хайан, Ибн аль-Асир и Аль-Маккари сходятся на том, что Аль-Самх попал в классическую ловушку, сконцентрировав всю свою армию вокруг стен Тулузы. Имея недостаточно большое количество всадников (широкое употребление арабской конницы в Европе началось позже), он был неспособен достаточно быстро реагировать на нападающую армию Эда, которая полностью окружила его. Оказавшись между защитниками города и армией Эда, Аль-Самх попытался прорваться наружу, но был пойман в ловушку с большой частью его войск в месте по имени Балат.
Аль-Маккари оценивает численность армии Эда в 300 000 человек. Европейские источники говорят о 375 000 погибших и раненных воинов против 1500 погибших франков и аквитанцев. Количество погибших со стороны арабов преувеличено, но арабские историки соглашаются, что битва при Тулузе была первой полной катастрофой для арабской армии в Европе, особенно её заключительная фаза.
Сам Аль-Самх был смертельно ранен, что во многом решило исход битвы. От полного разгрома арабскую армию спасла только энергия Абд ар-Рахмана, сумевшего вывести остатки армии на восток, к Нарбонне. Там вскоре Аль-Самх умер от полученных ран. Столь серьёзным было поражение, что каждый год в течение следующих 450 лет тех, кто умер в «Balat al-Shuhada» (Плато Мучеников), вспоминали на специальной церемонии воспоминания.

## Итоги
Эта победа получила широкий общественный резонанс. Официальная хроника римских пап Liber pontificalis торжествовала по поводу уничтожения 375 000 сарацин (цифра совершенно фантастическая), а папа Григорий II направил Эду поздравительное послание и подарки в честь этой победы.
Кроме того, победа укрепила независимость Эда Аквитанского и на время остановила движение арабов на север. В 725 и 726 годах герцог Аквитании дважды разбил армию нового вали, Анбасы ибн Сохайм аль-Калби, причём сам вали в 725 году был убит стрелой при переправе через Рону. Однако Эд не смог помешать арабам захватить в 725 году Ним и Каркассон, и арабские силы, укрепившиеся в Нарбонне и легко получавшие снабжение по морю, направили свой удар на восток, проникнув до самого Отёна в Бургундии в 725 году. При вторжении арабов в 732 году Эд был разбит в битве при Бордо и лишь вмешательство Карла Мартелла, разбившего Абд ар-Рахмана в битве при Пуатье, смогло остановить продвижение арабов на север. Только сын Карла, Пипин Короткий, смог в 759 году завоевать Септиманию, обезопасив франкское королевство от арабской угрозы.